# Stazione di Sorbolo
La stazione di Sorbolo è una stazione ferroviaria posta sulla ferrovia Parma-Suzzara, a servizio della località di Sorbolo.
È gestita dalla società Ferrovie Emilia Romagna (FER).

## Strutture ed impianti
Il fabbricato viaggiatori è su due livelli, di cui solo il piano terra - in parte - è aperto al pubblico. L'edificio è in muratura ed è tinteggiato in arancione.
I binari sono collegati da passerella in cemento.

## Movimento
La stazione è servita da treni regionali svolti da Trenitalia Tper nell'ambito del contratto di servizio stipulato con la Regione Emilia-Romagna.
A novembre 2019, la stazione risultava frequentata da un traffico giornaliero medio di circa 275 persone (115 saliti + 160 discesi).

## Interscambi
- Fermata autobus APAM e TEP.